# مجموعة الأدوار
مجموعة الأدوار (بالإنجليزية: role set) هي موقف يمكن أن يكون للحالة الواحدة أكثر من دور واحد مرتبط بها. وهذا التعدد في الأدوار هو ما أطلق عليه علماء الاجتماع مجموعة الأدوار. على سبيل المثال: دور الطالب يتضمن دورًا على أنه تلميذ، وآخر كمستخدم لـمكتبة الجامعة، وثالثًا كأحد أعضاء الكلية.
وأول من ابتكر هذا المصطلح كان روبرت كيح ميرتون في عام 1957، وفرّق بوضوح بين «مجموعة الأدوار» و«مجموعة الحالات».